# Abbaye de Vabres
L'abbaye de Vabres est une des plus importantes abbayes bénédictines du Rouergue (actuel département de l'Aveyron) qui a été fondée en 862 par Raymond Ier, comte de Toulouse.
Elle était située sur la rive droite du Dourdou près de Saint-Affrique.

## Histoire de l'abbaye

Blason de la ville de Vabres-l'Abbaye

### Fondation
La fondation de cette abbaye est consécutive aux incursions des Normands qui saccagent en 849 l'abbaye de Paunat en Périgord. Dix des moines conduits par leur abbé Adalgasius s'enfuient dans le Rouergue pour refonder une abbaye. En 862, le comte de Toulouse Raymond Ier leur donne ses terres de Vabres pour fonder une abbaye bénédictine sous la direction de l'abbé Adalgise. Son fils Héribert dit " le Bénédictin ", y prend l'habit de moine, et succédera comme abbé à Adalgasius. Le moine Georges deviendra par la suite évêque de Lodève.
C'est dans cette abbaye que le seigneur Géraud d'Aurillac est d'abord venu chercher des moines bénédictins en 885 pour fonder l'abbaye d'Aurillac.
On trouve peu après comme abbé, Frédélon (+932), fils d'Amblard Georges de Millau, vicomte (vicarius) de Millau et vassal d'Ermengaud, comte de Rouergue et de Sénégonde, petite fille de Frédélon comte de Toulouse (+852).

### Construction de l'abbaye
L'abbaye passe sous la tutelle de l'abbaye Saint-Victor de Marseille.

### L'apogée (Xe–XIIIesiècles)
- En 1062, l'abbaye de Vabres, un instant affiliée à l'ordre de Cluny, est confiée par saint Hugues au gouvernement de Durand de Bredon.

### L'érection en siège épiscopal
- En 1317, le second pape d'Avignon, Jean XXII, choisit l'Abbaye de Vabres comme siège d'un nouveau diocèse, celui de Rodez étant jugé trop vaste.

### Destruction par lescalvinistes
Pendant les guerres de religion, en 1568, les bandes armées de Jacques de Crussol d'Uzès prennent Vabres d'assaut, pillent le monastère et la ville, rançonnent les habitants, brûlent toutes les archives, volent tous les trésors et les métaux précieux, puis détruisent la cathédrale, le Palais épiscopal, et la cité. L'année suivante, ce sera le tour de l'abbaye d'Aurillac.

### Nouvelle destruction pendant la Révolution
- En 1790, l'évêché de Vabres est supprimé, puis la cathédrale dévastée pour la seconde fois pendant la Révolution française par le Général Lamarque (1770-1832) qui a fait démonter les marbres de l'autel pour édifier un monument à la gloire de Marat.

## Possessions
L'abbaye de Vabres était au XIIe siècle au sommet de son expansion et à la tête d'une très importante ligne de prieurés dont les dîmes à elles seules contribuaient largement à l'entretien d'une communauté nombreuse.
Ses possessions sont connues par une bulle du pape Pascal II datée de 1116.

## Sources et références